# Парламент Республіки Конго
Парламент Республіки Конго — орган законодавчої влади Республіки Конго. Парламент Республіки Конго складається з двох палат:
- Сенат (Верхня палата)
- Національна Асамблея (Нижня палата)